# Ukova (Jesenice)
Ukova je potok v Karavankah. Svoje vode nabira v okolici smučišča Španov vrh pri Planino pod Golico in se na Jesenicah kot levi pritok izlije v Savo Dolinko.